# Filmfare Award 1959
Der 6. Filmfare Award wurde am Anfang des Jahres verliehen. Bei dieser Verleihung gibt es 15 verschiedene Kategorien. Nur bei den Beliebtheitspreisen gibt es mehrere Nominierungen.

## Gewinner und Nominierte
| Meiste Filmfare Awards | Madhumati (9 Filmfare Awards) |

| Kategorie               | Filmtitel                       | Gewinner             | Weitere Nominierungen                                                                         |
| Bester Film             | Madhumati                       | Bimal Roy            | Sadhna Talaq                                                                                  |
| Beste Regie             | Madhumati                       | Bimal Roy            | B. R. Chopra für Sadhna Mahesh Kaul für Talaq                                                 |
| Bester Hauptdarsteller  | Kali Pani                       | Dev Anand            | Raj Kapoor für Phir Subah Hogi Dilip Kumar für Madhumati                                      |
| Beste Hauptdarstellerin | Sadhna                          | Vyjayantimala        | Meena Kumari für Sahara Vyjayantimala für Sadhna                                              |
| Bester Nebendarsteller  | Madhumati                       | Johnny Walker        | Rehman Sohrab Modi für Yahudi                                                                 |
| Beste Nebendarstellerin | Kali Pani                       | Nalini Jaywant       | Lalita Pawar für Parvarish Leela Chitnis für Sadhna                                           |
| Beste Story             | Sadhna                          | Mukhram Sharma       | Mukhram Sharma für Talaq Ritwik Ghatak für Madhumati                                          |
| Beste Musik             | Madhumati                       | Salil Choudhury      | O. P. Nayyar für Phagun Shankar-Jaikishan für Yahudi                                          |
| Bester Liedtext         | Yeh Mera Diwanapan Hai – Yahudi | Shailendra           | Sahir Ludhianvi für Aurat Ne Janam Diya – Sadhna Shailendra für Meri Jaan, Meri Jaan – Yahudi |
| Beste Playbacksängerin  | Aaja Re Pardesi – Madhumati     | Lata Mangeshkar      |                                                                                               |
| Bester Dialog           | Madhumati                       | Rajinder Singh Bedi  |                                                                                               |
| Bester Schnitt          | Madhumati                       | Hrishikesh Mukherjee |                                                                                               |
| Beste Kamera            | Madhumati (Schwarzweißfilm)     | Dilip Gupta          |                                                                                               |
| Bestes Szenenbild       | Madhumati (Schwarzweißfilm)     | Sudhendu Roy         |                                                                                               |
| Bester Ton              | Chandan                         | Ishan Ghosh          |                                                                                               |